# The Sisters (1938)
The Sisters (bra: Irmãs) é um filme estadunidense de 1938, do gênero drama histórico, dirigido por Anatole Litvak, e estrelado por Errol Flynn e Bette Davis. O roteiro de Milton Krims e Julius J. Epstein foi baseado no romance homônimo de 1937, de Myron Brinig.

## Sinopse
Em Montana, durante um baile realizado na noite da eleição presidencial de 1904, a séria Louise (Bette Davis), a frívola Helen (Anita Louise) e a impassível Grace (Jane Bryan), filhas do farmacêutico Ned Elliott (Henry Travers) e sua esposa Rose (Beulah Bondi), se veem lidando com perspectivas românticas. Tom Knivel (Dick Foran) está prestes a propor a Louise quando Frank Medlin (Errol Flynn), um repórter de esportes de São Francisco, a convida para dançar. Apaixonado pela jovem, Frank estende sua estadia e, no jantar de domingo na casa dos Elliott, anuncia que ele e Louise planejam se casar. Embora seus pais desaprovem a união, Louise vai para São Francisco com Frank naquela noite. Grace eventualmente se casa com o rejeitado Tom e Helen se casa com o rico Sam Johnson (Alan Hale, Sr.), que promete mantê-la livre dos votos do matrimônio, sem nada em troca.
Apesar de enfrentar uma dificuldade financeira, Louise impulsiona Frank a completar seu romance. Ao engravidar, ela decide manter a condição em segredo, mas finalmente revela a verdade quando acompanha Frank a um jogo de boxe e a fumaça e outros cheiros fortes a deixa enjoada. Voltando para casa, Louise sofre um aborto espontâneo ao subir as escadas até seu apartamento. Por causa do acontecimento, seu marido começa a beber muito e eventualmente perde seu emprego.
Tim Hazelton (Donald Crisp), um colega escritor de Frank, sugere que ele deixe São Francisco para conseguir recomeçar. Então, ele decide aceitar uma oferta de trabalho e embarca em um navio destinado à Singapura. Quando Louise chega em casa, ela encontra um bilhete de seu marido no qual ele diz para onde vai e que está a abandonando, o que a faz correr para as docas, onde um policial que a confunde com uma prostituta a prende. Quando ela foi libertada, o navio de Frank já havia partido. A vida de Louise desmorona ainda mais quando parte da cidade, incluindo seu apartamento, é destruído pelo furacão de 1906. Sem seu marido e seu lar, a moça procura a melhor maneira de se reerguer, embora não consiga fazer isso ao lado de suas irmãs, que estão longe.

## Elenco
- Errol Flynn como Frank Medlin
- Bette Davis como Louise Elliott
- Anita Louise como Helen Elliott
- Jane Bryan como Grace Elliott
- Ian Hunter como William Benson
- Donald Crisp como Tim Hazelton
- Beulah Bondi como Rose Elliott
- Henry Travers como Ned Elliott
- Alan Hale, Sr. como Sam Johnson
- Dick Foran como Tom Knivel
- Patric Knowles como Norman French
- Lee Patrick como Flora Gibbon
- Laura Hope Crews como Mãe de Flora
- Janet Shaw como Stella Johnson
- Harry Davenport como Doc Moore
- Ruth Garland como Laura Bennett
- John Warburton como Anthony Bittick
- Paul Harvey como Caleb Ammon
- Mayo Methot como Loira
- Irving Bacon como Robert Forbes
- Arthur Hoyt como Tom Selig

## Produção
O filme foi baseado em um romance popular que foi publicado em 1937. O jornal The New York Times disse que o romance "é uma história que toma conta de você e mantém você absorto até que você termine". Instantaneamente tornou-se um best-seller. Ficou na lista dos mais vendidos do Chicago Tribune por 19 semanas.
Os direitos da história foram comprados pela Warner Bros., que a transformou no filme.

### Escolha de elenco

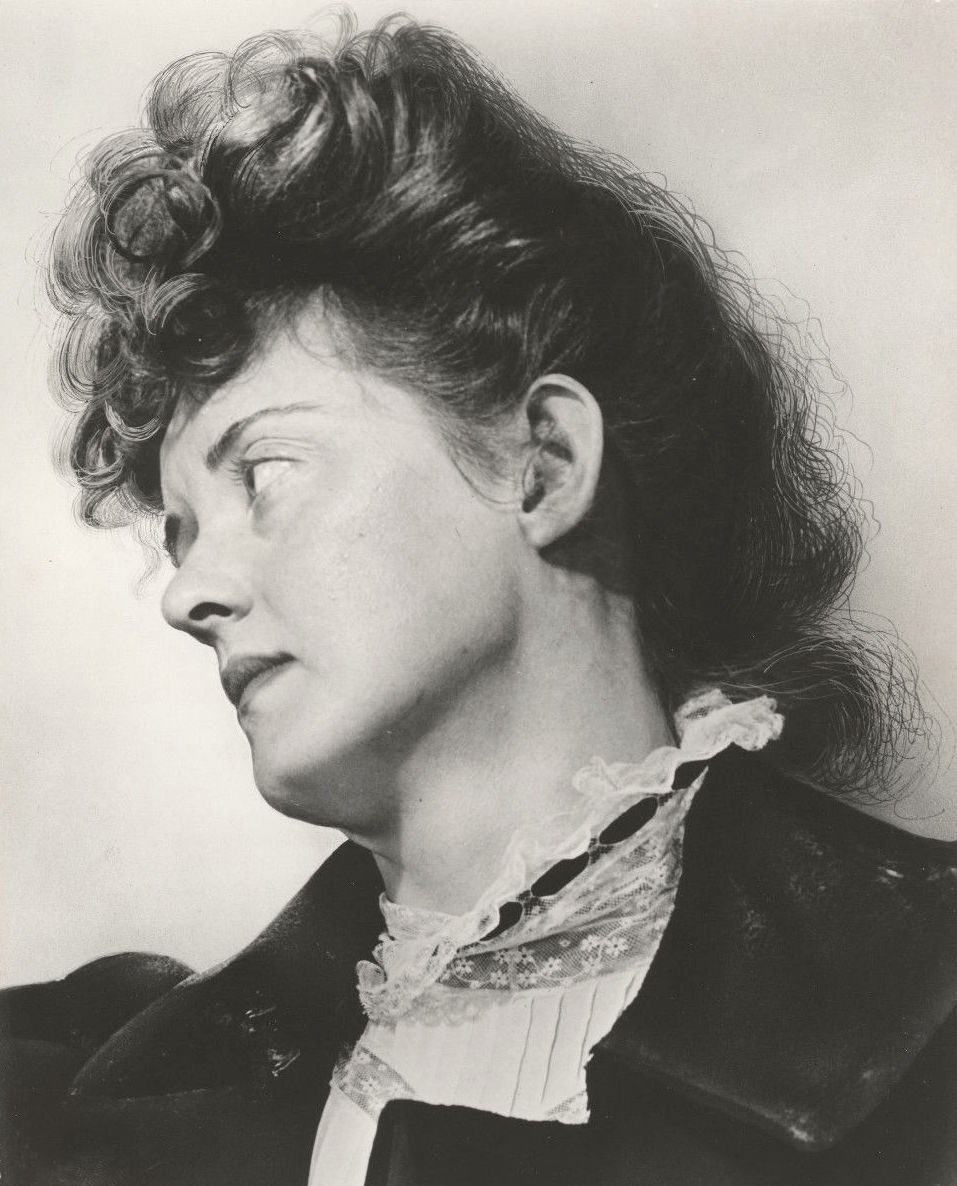
Davis em fotografia publicitária para o filme

Em maio de 1937, Miriam Hopkins e Kay Francis foram originalmente anunciadas como as estrelas femininas.
Em dezembro de 1937, a Warner anunciou que o filme seria feito no ano seguinte, com roteiro de Milton Krims.
Em abril de 1938, Irene Dunne foi anunciada no papel principal. Naquela fase, Anatole Litvak foi escalado para dirigir e Jane Bryan para interpretar uma das irmãs.
Então, em maio, a Warner revelou que Dunne havia sido substituída por Bette Davis. Após o sucesso estrondoso de "Jezebel", Bette Davis ficou desanimada ao ser designada para "Comet Over Broadway", um melodrama no qual ela retrataria uma atriz da Broadway que sacrifica sua carreira para cuidar de seu marido inútil que foi recentemente libertado da prisão. "Este foi o primeiro roteiro que recebi desde minha batalha judicial na Inglaterra", lembrou Davis mais tarde, referindo-se ao processo em que ela tentou ganhar sua liberdade da Warner Bros. depois de ser forçada a aparecer em uma série de filmes que considerava medíocres. "Foi de partir o coração para mim. Depois de ganhar um segundo Oscar ... me pediram para aparecer novamente em lixo".
Davis optou por entrar em suspensão e permaneceu em suspensão quando o estúdio ofereceu um papel em "Garden of the Moon", um musical de Busby Berkeley, em vez disso. "Eu estava em suspensão por uma boa parte do ano depois de Jezebel. Tanto tempo perdido em um momento em que senti que minha carreira poderia, a partir de então, se tornar um verdadeiro sucesso ... Foi preciso muita coragem para entrar em suspensão. Uma que não recebia salário ... Eu não podia pagar, em termos de carreira, para fazer filmes como Comet Over Broadway e Garden of the Moon!"
Depois que Irene Dunne recusou interpretar Louise em "The Sisters", o papel foi oferecido para Davis, que aceitou. O roteiro havia sido comprado originalmente para Kay Francis, mas foi arquivado quando o estúdio decidiu relegá-la para filmes B pelo restante de seu contrato. Davis disse: "Fiquei encantada com este papel porque foi uma mudança de ritmo ... Sempre fui desafiada por um novo tipo de pessoa para interpretar".
Davis foi suspensa em 1 de abril de 1938. Ela e Wallis, da Warners, concordaram com uma trégua, com "The Sisters" como parte do acordo em 29 de abril. John Garfield foi originalmente destinado a desempenhar o papel de repórter;  então Fredric March foi escalado. Em 11 de maio, Anita Louise e Jane Bryan se firmaram como irmãs de Davis, enquanto George Brent ou Humphrey Bogart eram candidatos à liderança masculina.
Eventualmente, Errol Flynn conseguiu o papel. Embora Davis acolheu a oportunidade de co-estrelar ao lado de Flynn ("Ele era uma estrela de bilheteria na época e só poderia ser benéfico para mim trabalhar com ele"), ela ficou infeliz ao saber que só ele estava com o nome creditado acima do título. "Naquela época eu não tinha cláusula de cobrança no meu contrato", lembrou ela. "Depois de Jezebel, senti que meu nome deveria sempre aparecer acima do título. Isso é creditar uma estrela". Foi o papel menos simpático de Flynn até o fim de sua carreira.
Depois de tomar uma posição determinada com o estúdio, Davis foi creditada acima do título, embora em segundo lugar, depois de Flynn. O produtor Hal B. Wallis admitiu mais tarde que a disputa de créditos era a maneira do estúdio de manter Davis sob controle e "dar a ela uma dose de seu próprio remédio".

### Filmagens
As filmagens começaram em 7 de junho de 1938.
Para a sequência da cena do terremoto, que levou três semanas para ser filmada, mas durou apenas 2 minutos e meio na tela, o estúdio gastou US$ 200.000 em sets especiais que foram destruídos e queimados, além de usar pedaços do filme da Warner Bros. de 1927, "Old San Francisco". O diretor sentiu que o filme tinha que coincidir com o terremoto em "San Francisco" (1936).

### Refilmagem
Quando o público da pré-estreia respondeu desfavoravelmente à versão original do filme, no qual Louise se casava com William Benson (Ian Hunter) como acontece no romance, os executivos do estúdio decidiram filmar um final novo, no qual ela se reunia com seu marido marinheiro.
Em 18 de julho, Flynn teria dito aos executivos da Warner que não filmaria um novo final. "Oh, querida, quantos filmes em que estive já sofreram com a mudança do estúdio no final", Davis mais tarde lamentou. "Certamente o final original de The Sisters era o certo".
Em sua partitura, Max Steiner interpolou a balada folclórica "Oh My Darling, Clementine" nas cenas ambientadas em Silver Bow.

## Recepção
A revista Life observou: "Bette Davis age com uma graça, sensibilidade e distinção tão extraordinárias que já está sendo aclamada como a performance cinematográfica do ano".
A revista Variety chamou o filme de "uma cavalgada virtual da história estadunidense do início do século 20", e acrescentou: "Davis tem uma de suas performances mais brilhantes. O repórter despreocupado de Flynn é uma interpretação vívida, embora seu leve sotaque inglês pareça incongruente".